# Bullet (film)
 (juillet 2020).
Si vous disposez d'ouvrages ou d'articles de référence ou si vous connaissez des sites web de qualité traitant du thème abordé ici, merci de compléter l'article en donnant les références utiles à sa vérifiabilité et en les liant à la section « Notes et références ».
Pour les articles homonymes, voir Bullet (homonymie).
Ne doit pas être confondu avec Bullitt.
Pour plus de détails, voir Fiche technique et Distribution.
Bullet est un film américain dramatique sorti en 1996, mise en scène par Julien Temple avec Mickey Rourke, Tupac Shakur, Adrien Brody, Ted Levine, John Enos III, Donnie Wahlberg et Peter Dinklage dans une de ses premières apparition au cinéma. Le scénario écrit par Bruce Rubenstein et Mickey Rourke sous le pseudonyme de 'Sir Eddie Cook', le film a été tourné en partie à Brooklyn New York en 1994 puis est diffusé juste après l'assassinat de Tupac Shakur.
Le film est limité aux "salles de théâtres" équipés, puis sort en vidéo en France en octobre 1996, un mois après la mort le 13 septembre de Tupac Shakur.

## Synopsis
New York, Brooklyn. Butch Stein, surnommé « Bullet », arborant une étoile de David aux couleurs noir et or, fan de Tony Curtis, sort de prison en conditionnelle après avoir purgé une peine de huit ans pour un délit dont il est le chauffeur mais n'a pas dénoncé l'équipe. À sa sortie avec son rat blanc appelé T.Curtis, il revient aux « affaires » et vole de la drogue à un second couteau Portoricain. Juif non pratiquant, il a trente-cinq ans, héroïnomane de longue date, sans perspective, excentrique et violent, la réputation du condamné lui "colle à la peau". Il veut retrouver sa place dans la rue et retourne à Brooklyn vivre dans sa famille dysfonctionnelle, avec un père alcoolique qui n'est pas ravi de le revoir, une mère pianiste, son frère aîné Louis un vétéran du Viêtnam traumatisé, son petit frère Ruby artiste peintre de rue talentueux ainsi que son vieux complice Lester, playboy séducteur d'une extrême coquetterie, qui laisse entrevoir d'après Bullet des tendances homosexuelles refoulées.
Tank (Tupac Shakur), dealer de Brooklyn, veut régler son compte à Bullet car celui-ci l'a éborgné lorsqu'ils étaient tous deux en prison. Bullet continue de se shooter à l'héroïne. Pour subvenir à ses besoins en drogue, il cambriole avec Lester la maison de ses voisins pour voler les bijoux qu'il vend à un mafieux italien nommé "Frankie Eyelashes" (Larry Romano).
Une nuit, Tank arrange une confrontation entre un de ses gros bras, le boxeur "High Top" et Bullet. Lors du combat, High top se casse le poignet et le combat s'arrête après que Tank soit parti. Il garde son désir de vengeance et entretien la discorde entre les voyous du quartier pour la plupart Irlandais et proche de Bullet. De retour chez lui, Bullet, piégé avoue à sa mère qu'il l'aime et qu'il est désolé pour ce qu'il fait endurer à sa famille. Mais Tank veut sa vengeance. Il semble que Butch, arrivé au bout de son addiction, se donne une dernière chance de donner du sens à son existence. Louis son frère  "vétéran", laisse le "rat albinos T.Curtis" sur le cadavre de Tank, semble t'il, une allusion à la loi du talion dans un milieux violent ou les gangs se déchirent.

## Fiche technique
- Réalisation : Julien Temple
- Scénario : Sir Eddie Cook (alias Mickey Rourke) et Bruce Rubenstein
- Producteur : Graham Burke - Greg Coote - John Flock
- Sociétés de production :Clipsal Films et Village Roadshow Productions
- Directeur de la photographie : Crescenzo Notarile
- Durée : 95 min environ
- Année : 1996
- Genre : drame, action

## Distribution
- Mickey Rourke : Butch Stein, dit Bullet
- Tupac Shakur : Tank
- Suzanne Shepard : Cookie Stein
- Jerry Grayson (en) : Sol Stein
- Adrien Brody : Ruby Stein
- John Enos III : Lester
- Ted Levine : Louis Stein
- Joseph Dain : Brian
- Manny Perez : Flaco
- Matthew Powers : Paddy
- Donnie Wahlberg : Big Balls
- Gene Canfield : Reiner
- Michael Kenneth Williams : High Top
- Big Stretch/Randy Walker : Dallas
- Peter Dinklage : Building manager
- Jermaine Hopkins : Pudgy
- Frank Senger : un gardien de prison
- Fatmir Haskaj : Jamie
- Troy Baudoin : Black Jack
- Joey Rourke : Danny

## Anecdotes
Ce film, sorti en vidéo est passé presque inaperçu. Le film aborde de nombreux thèmes ("certainement" en relation avec la vie d'acteurs, ainsi que l'amitié entre Tupac et M.Rourke).
- Le pseudonyme de Mickey Rourke 'Sir Eddy Cook' lui permet de superviser la "superbe et éclectique" musique. La collaboration d'artistes de tout premier plan, en fait un film dramatique, qui pourrait être abordé comme une série B, mais avec des acteurs qui jouent leurs rôles à merveille sans compromis et sans détour sur la vie épuisante d'un junkie et de son entourage.
- Les scènes de la sortie de la prison de Bullet avec la prise d'héroïne dans la voiture sont d'un réalisme surprenant et d'une justesse saisissante.
- Le film aborde les nombreux parcours de toxicomanes à la fin d'une période.
- Scènes d'anthologie ou Louis Stein "le vétéran" apprend à des gamins du quartier comment égorger un ennemi (le poignard est aussi long que leurs avants bras) avec des allusions très approximatives sur "l'Art de la guerre". Ou encore, le dialogue entre Ruby et Louis. Dixit Ruby; "Louis je t'aime tu sais" et Louis de lui répondre "Hey Chagall, on a jamais prononcé de jolis mots comme Amour dans cette maison, enfin pas dans cette famille, en tous cas. Et tu peux dire merci à Butch pour ça. Tu ne te souviens pas, mais il volait tout".